# Купувач
Купувачът е физическо лице, фирма или друга юридическа организация, на която продавачът продава стоките или предоставя услугите.